# Ren Ikeda
Ren Ikeda (japanisch 池田 廉 Ikeda Ren; * 10. November 1997 in der Präfektur Chiba) ist ein japanischer Fußballspieler.

## Karriere
Ren Ikeda erlernte das Fußballspielen in der Schulmannschaft der Narashino High School. Seinen ersten Vertrag unterschrieb er Anfang 2020 beim FC Ryūkyū. Der Verein, der in der Präfektur Okinawa beheimatet ist, spielte in der zweiten japanischen Liga, der J2 League. Sein Erstligadebüt gab er am 23. Februar 2020 im Auswärtsspiel gegen JEF United Ichihara Chiba. Hier stand er in der Startelf und wurde in der 57. Minute gegen Shin’ya Uehara ausgewechselt. Am Ende der Saison 2022 belegte Ryūkyū den vorletzten Tabellenplatz und musste in die dritte Liga absteigen. Nach dem Abstieg verließ er den Verein. Im Januar 2023 unterschrieb er in Ōita einen Vertrag beim Zweitligisten Ōita Trinita.